# Bur Uten Gantung
Bur Uten Gantung är ett berg i Indonesien.   Det ligger i provinsen Aceh, i den västra delen av landet, 1 500 km nordväst om huvudstaden Jakarta. Toppen på Bur Uten Gantung är 1 682 meter över havet, eller 84 meter över den omgivande terrängen. Bredden vid basen är 1,3 km.
Terrängen runt Bur Uten Gantung är huvudsakligen lite bergig. Trakten runt Bur Uten Gantung är nära nog obefolkad, med mindre än två invånare per kvadratkilometer. I omgivningarna runt Bur Uten Gantung växer i huvudsak städsegrön lövskog.